# 瑞鳳型航空母艦
瑞鳳型航空母艦 （ずいほうがたこうくうぼかん）あるいは祥鳳型航空母艦 （しょうほうがたこうくうぼかん）は、大日本帝国海軍の小型航空母艦の艦型。
瑞鳳型航空母艦は日本海軍の艦艇類別等級表で使用されていた艦型名であり、「瑞鳳」、「龍鳳」、「千歳」、「千代田」の4艦を同型艦に分類している（その時点で祥鳳は沈没し、除籍済み）。
太平洋戦争中のアメリカ合衆国のマスメディアでは祥鳳が「Ryukaku」と報道されたほか、瑞鳳級小型母艦や、瑞鳳級軽空母と報道した事例がある。
一方で、祥鳳型航空母艦は戦後の出版物で使用されている艦型名であり、計画段階で第一状態（平時）が艦隊用高速給油艦（後に剣埼型潜水母艦）、第二状態が航空母艦への改造が可能なように設計された「瑞鳳（高崎）」と「祥鳳（剣埼）」を同型艦としている。
本項では剣埼型潜水母艦より改装された「瑞鳳」と「祥鳳」を中心に解説する。潜水母艦大鯨を改装した「龍鳳」の詳細は龍鳳 (空母)を、千歳型水上機母艦を改装した「千歳」と「千代田」の詳細は千歳型航空母艦をそれぞれ参照。

## 歴史

### 建造まで
1921年（大正10年）のワシントン海軍軍縮条約により、日本海軍の艦艇保有率は対米英比3対5と決定され、日本の保有できる空母の合計基準排水量は81,000t（米・英:135,000t）となった。その後1930年（昭和5年）のロンドン海軍軍縮条約に於いて、ワシントン条約では制限外であった10,000tの小型航空母艦も合計排水量に含まれることとなった。このため日本海軍は米英との戦力差を埋めるために、条約で制限外とされた補助艦艇の中でも航空母艦への改造が容易であり、平時の訓練で必要と考えられた潜水母艦（大鯨）、給油艦、水上機母艦（千歳・千代田）計5隻を条約に抵触しない範囲で航空母艦としての構造と航空艤装を持たせた上で建造することを計画した。戦時には飛行甲板180m以上、速力31kt、搭載機数30機の艦隊航空母艦として必要な性能を持つ艦へと三カ月程度で改造する事とした。なお、平時の潜水母艦、給油艦、水上機母艦は「第一状態」、戦時の航空母艦は「第二状態」と呼ばれていたが、この第二状態の存在は最機密の軍機とされており第一状態といった表現を使用する事すら避けられていた。
1934年（昭和9年）の第二次補充計画（通称②計画）において、艦隊用高速給油艦2隻（剣埼型潜水母艦）の建造が計画された。この剣埼型2隻は横須賀工廠関係者からは両艦の頭文字を取って「剣高」と呼ばれており、第一給油艦（剣埼）は1934年12月3日に起工され1935年（昭和10年）6月1日に進水。第二給油艦（高崎）は剣埼から遅れる事一年後の1935年6月20日に起工され、1936年（昭和11年）6月19日に進水を迎えた。

### 第四艦隊事件
剣埼進水から僅か3ヶ月後の1935年9月26日に第四艦隊事件が発生。既に進水していた剣埼の艤装工事だけでなく、まだ船台にあった高崎についても工事が中断されることとなった。この第四艦隊事件の際に赤軍第四艦隊第三戦隊として参加していた大鯨は、電気溶接を使用した隔壁部分に多数の大中小の亀裂が入り、艦橋前方外板に艦体切断の前兆である皺が発生するという被害を被った。他の艦艇も様々な被害を受けた事で、特型駆逐艦以降に建造された艦は船体強度不足である事が発覚した。そのため、建造中の艦も含む多くの艦に補強と改善が実施される事となった。既に進水している剣埼に対しても電気溶接部分に補強が施されることとなり、船台にあった高崎については、補強だけではなく船殻の一部に鋲構造が再び採用されることとなった。
だが、両艦の工事が進められていたこの時期は、先の友鶴事件で発覚した問題の改善や第二期改装計画で多くの主力艦の改装が行われていただけでなく蒼龍の建造も開始されていた時期であった。そのため各工廠は多忙を極め、新たに発生した第四艦隊事件の対策・改善も加わったことで、「剣高」の給油艦としての艤装工事は重要工事の合間を縫って行われ、完成は大幅に遅れることとなった。このため「剣高」は進水後横須賀軍港に係留され、工事が殆ど進められず放置されることとなった。

### 潜水母艦
1936年（昭和11年）末にロンドン軍縮条約が破棄され無条約時代が訪れるとともに、1937年（昭和12年）の日華事変勃発に伴い、民間の高速タンカーの徴用が可能となった事で「剣高」を給油艦として完成させるか否かが問題となった。大型・高速化の進む潜水戦隊の旗艦として大型の高速潜水母艦の更なる建造が切望されていたこともあって、1937年（昭和13年）12月10日に「剣高」の第一状態がより短期間で空母へと改造が可能な潜水母艦へと変更され、給油艦としてではなく潜水母艦として完成させることが決定された。
このため放置されていた「剣高」の工事は本格的に再開されることとなり、給油艦としての艤装が進んでいた剣埼が先に潜水母艦へと改造されることとなった。しかしこの際剣埼では飛行機エレベータの設置のための事前工事が行われ、前部エレベーターは平時の潜水母艦としての運用を考え敢えて装備せずに陸上保管とした。更に後部エレベータは搭載した後に閉鎖する形で2基とも装備され、最上甲板以上の構造物に伸縮接手が設けられた他、艦橋直後の上部格納庫部を設けずウェルデッキ構造を採用し、短艇・水上機の格納場所とするなど大鯨の運用実績も踏まえた改正が行われた。
1939年（昭和14年）1月15日、剣埼は潜水母艦として竣工した。

### 航空母艦
1939年9月、準戦時工事（出師準備の一部実施）が発令された事に伴い、剣埼と同様に潜水母艦として完成させる予定となっていた高崎は、第二状態の空母として完成させるように計画が変更される。1940年（昭和15年）1月に航空母艦への改造工事が開始され、同年12月27日に完成。「瑞鳳」へと改名され、第三航空戦隊に編入された。
剣埼は約1年第二潜水戦隊旗艦として運用された後1940年11月15日に航空母艦への改造工事が開始された。1941年（昭和16年）12月22日に完成し「祥鳳」と改名され、第一航空艦隊隷下の第四航空戦隊へと編入された。
なお、大鯨と剣埼型では航続距離を十分な物とすると同時に、航空母艦への改造を容易にするために主機としてディーゼル機関が採用された。この11号10型、11型12型内火機械（複動ディーゼル)、は1939年に館山沖で行われた剣埼の公試では56,560馬力、速度29.2ktの成績を示し、10日後の最終的な全力運転の際にも28ktを発揮している。しかし公試時に故障が発生したため、剣埼が第二潜水戦隊へ編入された際には17ktを上限として運用されていた。
だがその後も調整が難しく、ピストンロッドの損傷、下部ピストン舵腹部分の破損が多く、故障を無くすために力量を低下して使用する必要があった。故障が相継ぎ、計画出力の6割程度の出力しか発揮できなかった。この結果、ディーゼル機関は最終的には空母の主機としては不適切と見なされ、主機は剣埼型が航空母艦へと改造される際、同出力の陽炎駆逐艦用の罐と主機を流用し、蒸気タービンへと換装されることとなった。このため剣埼型には大規模な改正が必要となり、当初予定されていた第一状態から第二状態への改造には三ヶ月では無く、約一年という長い期間が必要となった。
太平洋戦争開戦後の12月22日に工事を完了した祥鳳は、第四航空戦隊に編入された。その一方で、第四艦隊（司令長官井上成美中将）による交渉の結果、1942年2月1日をもって南洋部隊（指揮官井上成美中将）に編入された。南洋部隊唯一の航空母艦として輸送、対潜哨戒・直衛に従事した。1942年（昭和17年）5月初旬のポート・モレスビー攻略作戦では、祥鳳がMO攻略部隊の上空直衛艦としてツラギ攻略支援の後、MO攻略部隊主隊（指揮官五藤存知少将、第六戦隊司令官）に合流した。5月7日、珊瑚海海戦に参加。第17任務部隊の空母2隻（ヨークタウン、ヨークタウン）より出撃したドーントレス急降下爆撃機とデヴァステーター艦上攻撃機による空襲を受け、爆弾と魚雷多数が命中して沈没。日本海軍初の喪失空母となった。
一方、第三航空戦隊に所属して太平洋戦争開戦を迎えた瑞鳳は、鳳翔と共に第一艦隊の上空直衛艦として行動した。第三航空戦隊解隊後、瑞鳳は第二艦隊の指揮下に入りMI作戦に参加したが、ミッドウェー海戦には直接関与しなかった。この海戦で正規空母4隻を喪失した日本海軍は、翔鶴型航空母艦2隻と瑞鳳で第一航空戦隊を再編し、以後の瑞鳳は第三艦隊の貴重な航空戦力として活動した。
1941年12月20日、潜水母艦「大鯨」の空母改装を開始。1942年11月30日に空母改装を終え、龍鳳に改名する。直後の12月12日に潜水艦ドラムの雷撃で大破、修理後が鳳翔と共に練成部隊の第五十航空戦隊に所属した。1943年中盤に第二航空戦隊に編入され、マリアナ沖海戦後に二航戦が解隊されるまで所属した。
1943年（昭和18年）12月15日、内令第2708号で艦艇類別等級表が改正され、「軍艦、航空母艦瑞鳳型ノ項中「龍鳳」ノ下ニ「、千歳、千代田」ヲ、同大鷹型ノ項中「冲鷹」ノ下二「、神鷹」を加フ 同水上機母艦ノ部中「、千歳、千代田」ヲ削ル 駆逐艦、一等初雪型ノ項中「、夕霧」ヲ削ル」と発令され、航空母艦への改装を終えた千歳型水上機母艦の千歳、千代田が瑞鳳型航空母艦に加わった。

## 特徴
空母としては、排水量1万トン級の軽空母である。平甲板型であり、島型艦橋は有していない。ハリケーンバウではなく、低乾舷であり飛行甲板の先端と末端は支柱により支えられている。エレベータは艦の前部と後部に一基ずつ設置されており、煙突は右舷中央部に大型のものが下向きに1本、元来主機にディーゼル機関を使用する予定であった為補助罐が搭載されており、その関係で右舷後方の船尾近くに起倒式の小煙突が設けられていた。また、瑞鳳と祥鳳の特徴としては、艦首水線下の形状が鉛直線より30度傾斜しそのまま直線となって艦底の丸み部分まで伸びている点と、船尾で軽く傾斜した飛行甲板などが挙げられる。
転輪安定儀を搭載した場合は、基準排水量11,262英トン、公試排水量13,100トン、満載排水量14,154トン、公試平均吃水6.64m、満載平均吃水7.01m。
機銃は25mm3連装機銃4基を予定したが、「瑞鳳」の竣工時には連装機銃を搭載し、後日3連装機銃に換装された。「祥鳳」は竣工時より3連装機銃だったのが竣工時の写真から確認される。「瑞鳳」は大戦中に機銃増備を実施し最終的に3連装機銃は10基を装備した。これらの改正で艦底の固定バラストを約400トン増載し、公試排水量は約13,500トン、速力28ノットになった。

## 同型艦
瑞鳳型航空母艦
- 瑞鳳
- 龍鳳
- 千歳
- 千代田

祥鳳型航空母艦
- 瑞鳳 - 1935年6月20日、特務艦(運送艦)として起工。1940年12月27日、軍艦(航空母艦)瑞鳳として竣工。1944年（昭和19年）10月25日、レイテ沖海戦で米艦載機の攻撃により戦没。
- 祥鳳 - 1934年12月3日、特務艦(運送艦)として起工。1939年1月15日、軍艦(潜水母艦)剣埼として竣工。1941年12月22日、改造完成し軍艦(航空母艦)祥鳳と改名[24]。1942年5月7日、珊瑚海海戦で空襲を受けて沈没。